# Philipp-Melanchthon-Gymnasium (Meine)
Das Philipp-Melanchthon-Gymnasium ist ein staatlich anerkanntes, vierzügiges allgemeinbildendes Gymnasium in der Gemeinde Meine im Landkreis Gifhorn in Trägerschaft der Evangelisch-lutherischen Landeskirche Hannovers. Es ist benannt nach Philipp Melanchthon (1497–1560), einem Humanisten, Hauptvertreter der Reformation und Bildungsreformer, dem man den Ehrennamen Praeceptor Germaniae („Lehrer Deutschlands“) beilegte.

## Geschichte
Der Grundstein der Schule wurde 2009 auf dem Gelände der ehemaligen Haupt- und Realschule gelegt. Die Eröffnung fand im Sommer 2011 statt. 2014 wurde ein Schulgarten angelegt, der 2017 zu einem grünen Klassenzimmer weiterentwickelt wurde, in dem auch Unterricht stattfinden kann. Die Einweihung der schuleigenen Bibliothek erfolgte im Sommer 2015 gemeinsam mit der Einweihung des neuen Schulgebäudes B2. Im Jahr 2019 folgte die Fertigstellung des C-Gebäudes. Die ersten Abiturienten wurden im Jahr 2018 verabschiedet.

## Schulangebot
Die teilgebundene Ganztagsschule hat ein verpflichtendes Ganztagsangebot an zwei Tagen und umfasst die Jahrgangsstufen 5 bis 13. Die Teilnahme am Religionsunterricht ist Pflicht, das Fach Werte und Normen wird am Philipp-Melanchthon-Gymnasium nicht unterrichtet. Das Mittagessen ist für alle Schüler verbindlich. Insgesamt werden 24 verschiedene Arbeitsgemeinschaften angeboten (Stand September 2024).

### Sprachen
Als erste Fremdsprache wird Englisch unterrichtet; die zweite Fremdsprache ab dem 6. Jahrgang ist Französisch, Latein oder Spanisch. Es gibt außerdem ein bilinguales Angebot ab dem 7. Jahrgang, bei dem Erdkunde bis zur 10. Klasse und Geschichte auch in der Sekundarstufe II in englischer Sprache unterrichtet werden.

### Schulpartnerschaften
Das Philipp-Melanchthon-Gymnasium pflegt Schulpartnerschaften mit wechselseitigen Austauschfahrten mit den folgenden Schulen:
- , Collegi Sant Joan Bosco in Barcelona, Spanien
- Institut de l’Assomption in Colmar, Frankreich
- Bolingbroke Academy in London, Großbritannien
- Kecskeméti Református Általános Iskola és Gimnázium in Kecskemét, Ungarn
- Trinity Christian School in Wanniassa, Canberra, Australien
- Ichthus College Veenendaal in Veenendaal, Niederlande
- Nyhemsskolan in Ängelholm, Schweden

### iPad-Nutzung
Gemäß Beschluss des Schulvorstandes müssen die Erziehungsberechtigten des jeweiligen 8. Jahrgangs für ihr Kind ein iPad und einen Apple Pencil anschaffen. Die von den Eltern finanzierten iPads werden gemeinsam über die Schule bestellt und von der Schule administriert. Sie sind ab dann ein verbindliches Lernmittel und sollen bis zum Abitur im Unterricht und zu Hause genutzt werden.

### Kooperationen
Als christliches Gymnasium in der evangelisch-lutherischen Landeskirche Hannovers ist das Philipp-Melanchthon-Gymnasium Teil der Initiative „Bildung braucht Religion – Kirche und Schule“. Außerdem hat das Philipp-Melanchthon-Gymnasium einen Kooperationsvertrag mit dem Deutschen Zentrum für Luft- und Raumfahrt (DLR): In regelmäßigen Abständen wird das School Lab besucht.